# Бакаушин
Бакаушин — посёлок в Первомайском районе Оренбургской области. Входит в состав Шапошниковского сельсовета.

## География
Посёлок расположен на левом берегу реки Балабанка, в 33 км к юго-западу от районного центра посёлка Первомайский.

## История
Впервые упоминается в 1895 году как хутор братьев Бокаушиных.

## Население
| 2010 |
| ---- |
| 59   |